# 6809 Сакума
6809 Сакума (6809 Sakuma) — астероїд головного поясу, відкритий 20 лютого 1938 року.
Тіссеранів параметр щодо Юпітера — 3,535.
Названо на честь Сакуми (яп. さくま(佐久間) сакума).